# Pirapetinga
Pirapetinga är en kommun i Brasilien.   Den ligger i delstaten Minas Gerais, i den sydöstra delen av landet, 900 km sydost om huvudstaden Brasília. Antalet invånare är 10 366.
Omgivningarna runt Pirapetinga är huvudsakligen savann. Runt Pirapetinga är det glesbefolkat, med 8 invånare per kvadratkilometer.